# كارل شتوتس
كارل شتوتس (بالألمانية: Karl Stotz)‏ (مواليد 27 مارس 1927) هو لاعب كرة قدم. يلعب مع منتخب النمسا لكرة القدم. سبق له أن لعب في كأس العالم لكرة القدم مع منتخب بلاده.

## روابط خارجية
- كارل شتوتس على موقع الاتحاد الدولي (مؤرشف)  (الإنجليزية)
- كارل شتوتس على موقع قاعدة بيانات كرة القدم.إي يو (الإنجليزية)
- كارل شتوتس على موقع ناشيونال فوتبول تيمز (الإنجليزية)
- كارل شتوتس على موقع عالم كرة القدم.نت (الإنجليزية)